# Belfast-Chronologie
Die Belfast-Chronologie (auch Belfast Oak Chronology) entstand Mitte der 1980er Jahre in Irland. Die Insel ist ein idealer Platz, um eine Baumring-Chronologie aufzubauen. Eichenhölzer sind aus nahezu allen Perioden vorhanden. Sumpfeichen bildeten die Hauptressource, mit denen die Chronologie bis ins Jahr 5474 v. Chr. aufgebaut werden konnte. Die einzige – inzwischen behobene – Schwierigkeit war das 14. Jahrhundert.
Die ersten neun Jahrhunderte n. Chr. konnten durch die Verwendung des Holzes von Crannógs und Horizontalrad-Wassermühlen rekonstruiert werden. Die Chronologie des 14. Jahrhunderts wurde über Dubliner Bauhölzer mit der Chronologie von England verbunden, da es unmöglich war, irische Eichen zu finden, die den Zeitraum von 750 bis 1030 n. Chr. überbrückten. Während die Probleme der Chronologien durch diese Verbindung gelöst wurden, wurde ein Programm begonnen, das auf der Nutzung der Sumpfeiche beruht. Diese Eichenart wuchs ursprünglich auf der Oberfläche der Hochmoore. Sie wurde vom Torf begraben und konserviert. 1984 war die irische Chronologie die zweitlängste ununterbrochene Baumring-Chronologie der Welt. Die Intention, Reihenfolgen in einer ununterbrochenen Chronologie zu verbinden, war gelungen.
Der Primärzweck der irischen Eichenchronologie war eine neue Kalibrierung der Radiokarbondaten. Mit der kompletten irischen Baumring-Chronologie war es möglich, Blöcke von 10 oder 20 Wachstumsringen mit bekanntem Datum zu bilden. Diese Proben wurden dann Radiokarbontests unterzogen. Die daraus resultierende Belfast-Kalibrierung ersetzte die ursprüngliche Bristlecone-Pines-Chronologie und bildet die Basis für eine internationale Eichkurve. Die Radiokarbondaten der letzten sieben Jahrtausende können unter Verwendung der Kurve in Kalenderdaten umgewandelt werden.
Die Methode half dabei, archäologische Probleme besonders wirkungsvoll zu lösen. Zwischen 1159 und 1141 v. Chr. war das Sommerwachstum vieler Sumpfeichen in Irland zwei Dekaden lang stark gestört. Ähnliche Merkmale konnten bereits mit Ausbrüchen von Vulkanen (z. B. der Hekla) erklärt werden. Der Zeitpunkt des Ausbruchs war umstritten. Wie sich nun zeigte, war die ägyptische Angabe, die sich auf zeitgleiche Hungersnöte bezieht, korrekt. Zuvor waren z. B. auch Horizontalmühlen schwierig zu datieren. Die Mühlen produzierten selten archäologische Datierungsbelege. Die Dendrochronologie erlaubte die Datierung der Bauhölzer und zeigte, dass die überwiegende Mehrheit zwischen 630 und 930 entstanden war. Zwei Drittel aller Mühlen wurden zwischen 750 und 850 konstruiert. Zuvor war angenommen worden, dass sich diese Mühlen erst durch die Normannen nach Irland verbreitet hatten. Die Bauhölzer, die im Corlea Trackway und im County Longford benutzt wurden, sind zwischen Herbst 148 und Frühling 147 v. Chr. gefällt worden. Das ist das bisher einzige bekannte Datum des 2. Jahrhunderts v. Chr. in Irland.